# Alosa fosca
L'alosa fosca (Pinarocorys nigricans) és una espècie d'ocell de la família dels alàudids (Alaudidae).

## Hàbitat i distribució
Habita zones amb pedres, garrigues, pastures i terres de conreu de l'Àfrica Centra i Meridional, des del sud de la República Democràtica del Congo, Angola, Zàmbia, Zimbabwe, oest de Tanzània, Malawi i sud de Moçambic cap al sud fins al centre de Namíbia, centre de Botswana i nord-est de Sud-àfrica.